# Gundisch-Süd
Gundisch-Süd je naselje v Občini Šentjurij v Labotski dolini v Okraju Volšperk na Koroškem v Avstriji.